# آنسوی نیمکت
آنسوی نیمکت یک برنامه تلویزیونی فوتبالی بود که پنج‌شنبه شب‌های هر هفته به صورت زنده از شبکه ورزش پخش می‌شد و از قدیمی‌ترین برنامه‌های این شبکه بود. آنسوی نیمکت با نگرشی متفاوت رخدادهای فوتبال را بررسی می‌کرد؛ استفاده از موسیقی و کلیپ‌های متنوع در کنار بحث‌هایی با حضور کارشناس در مورد موضوعات روز و گذشته فوتبال جهان از ویژگی‌های بارز آن به‌شمار می‌آمد. این برنامه به تهیه کنندگی علی پورکیانی ساخته شد و عمدتاً با اجرای محمدرضا علیپور و کارشناسی حمیدرضا صدر به روی آنتن می‌رفت.

## پیشینه
آنسوی نیمکت تقریباً همزمان با تأسیس شبکه ورزش در دی‌ماه سال ۱۳۹۱ شروع به کار کرد؛ نمایش همه ناگفته‌های فوتبال با بررسی مسائل فرهنگی، جامعه شناختی و تاریخی در کنار نقد و بررسی‌های کارشناس برنامه و ساختارشکنی در پخش کلیپ‌ها، موسیقی و طرح سؤال پیام کوتاه به نوعی علت اصلی استقبال و بازتاب‌های مثبت مخاطبان این برنامه بود.
با این حال این برنامه همزمان با سومین سالگرد پخش خود در دی‌ماه ۹۴، به کار خود پایان داد؛ برخی از مخاطبان، عادل فردوسی‌پور و برنامه فوتبال ۱۲۰ را که درست بعد از آنسوی نیمکت و در همان ماه دوباره به روی آنتن شبکه ورزش برگشت، به موضوع تعطیلی ارتباط دادند، هرچند علت اصلی آن توسط عوامل برنامه هیچوقت مشخص نشد.

## آیتم‌ها

### سؤال پیام کوتاه
سؤال پیامکی که در زمینه‌های مختلف فوتبال برای مخاطبان مطرح می‌شد و گاهی نظر کارشناس برنامه را در پی داشت.

### هفته داغ
بررسی اتفاقات و رخدادهای روز فوتبال در قالب یک کلیپ چند دقیقه ای.